# Jupiter's Legacy (serie de televisión)
Jupiter's Legacy (en Hispanoamérica, El legado de Júpiter) es una serie de televisión por internet estadounidense de superhéroes creada por Steven S. DeKnight, basada en la serie de cómics homónima de Mark Millar y Frank Quitely, que se estrenó internacionalmente en Netflix el 7 de mayo de 2021. La serie está protagonizada por Josh Duhamel, Ben Daniels, Leslie Bibb, Elena Kampouris, Andrew Horton, Mike Wade y Matt Lanter.
En junio de 2021, la serie fue cancelada por Netflix, por lo que no habría una segunda temporada. Aunque sí se estrenó una serie spin-off en forma de anime sobre supervillanos llamada Super Crooks, además se anunció que habrá una adaptación en acción en vivo de la misma.

## Sinopsis
Jupiter's Legacy sigue la historia de los primeros superhéroes del mundo, que recibieron sus poderes en la década de los años 1930. En el presente, son la venerada guardia mayor, pero sus hijos con superpoderes luchan por estar a la altura de las legendarias hazañas de sus padres.

## Elenco y personajes

### Principales
- Josh Duhamel como Sheldon Sampson / Utopian. Era un exitoso empresario durante los años 20, hasta que la empresa familiar quebró en la Gran Depresión. Tras la muerte de su padre, comienza a tener visiones que lo llevan a viajar a una isla en el Océano Atlántico, donde junto a sus acompañantes adquieren sus poderes. Es el marido de Grace (Lady Liberty), hermano menor de Walter y líder del equipo de superhéroes conocido como «La Unión». Tiene super fuerza, capacidad de volar, visión de calor y súper oído.
- Ben Daniels como Walter Sampson / Brainwave: el hermano mayor de Sheldon. Junto a su hermano, trabajaban en la empresa familiar hasta su quiebra. Además de volar, tiene poderes telepáticos.
- Leslie Bibb como Grace Sampson / Señora de la Libertad (Lady Liberty). Era periodista antes de obtener sus poderes, es la esposa de Sheldon y una de las heroínas más poderosas del planeta. Madre de Chloe y Brandon.
- Elena Kampouris como Chloe Sampson, la hija de Grace y Sheldon. A pesar de tener superpoderes, se dedica al modelaje y tiene problemas de adicción a drogas.
- Andrew Horton como Brandon Sampson / Paragón, el hijo de Grace y Sheldon.
- Mike Wade como Fitz Small / Flare: uno de los 6 miembros originales de La Unión, actualmente retirado y parapléjico.
- Matt Lanter como George Hutchene / Skyfox. Mejor amigo de Sheldon antes de obtener sus poderes, y uno de los miembros originales de La Unión, traicionó a sus compañeros y se convirtió en un villano.
- Ian Quinlan como Hutch, un criminal de poca monta, hijo de Skyfox, que no tiene poderes sino un aparato que le permite teletransportarse.

### Secundarios y recurrentes
- Tenika Davis como Petra Small/The Flare II, la hija de Fitz quién tomó su papel tras su padre.
- Anna Akana como Raikou: una heroína de alquiler que maneja dos espadas. Akana calificó al personaje de «muy guay» y «muy malota», al tiempo que elogió su traje como el mejor de la serie. Es hija de Walter Sampson.
- Tyler Mane como Blackstar, supervillano interplanetario con un corazón de antimateria.
- Stephen Oyoung como Barry Bishop/Tectonic, superhéroe con los poderes de volar y controlar la tierra, y de los mejores amigos de Brandon.
- Gregg Lowe como Briggs/Flaming Fist, superhéroe con puños de fuego.
- Kathryn David como Vera/Phase Out, superheroína que vuela y se teletransporta.
- Kara Royster como Janna/Ghost Beam.
- Humberly González como Gabriela/Neutrino, una criminal de poca monta con poderes del grupo de Hutch
- Jess Salgueiro como Jacinda/Shockwave, una criminal de poca monga con poderes del grupo de Hutch.
- Morgan David Jones como Jack Frost, un criminal de poca monta con poderes del grupo de Hutch.
- Meg Steedle como Jane Coleman, la prometida de Sheldon antes de tener poderes.

### Invitados
- Chase Tang como el supervillano Baryon

## Episodios
| N.º | Título                              | Dirigido por         | Escrito por           | Fecha de lanzamiento original |
| --- | ----------------------------------- | -------------------- | --------------------- | ----------------------------- |
| 1   | «By Dawn's Early Light»             | Steven S. DeKnight   | Steven S. DeKnight    | 7 de mayo de 2021             |
| 2   | «Paper and Stone»                   | Steven S. DeKnight   | Henry G.M. Jones      | 7 de mayo de 2021             |
| 3   | «Painting the Clouds With Sunshine» | Christopher J. Byrne | Morenike Balogun Koch | 7 de mayo de 2021             |
| 4   | «All the Devils Are Here»           | Christopher J. Byrne | Akela Cooper          | 7 de mayo de 2021             |
| 5   | «What's the Use?»                   | Charlotte Brändström | Kate Barnow           | 7 de mayo de 2021             |
| 6   | «Cover Her Face»                    | Charlotte Brändström | Sang Kyu Kim          | 7 de mayo de 2021             |
| 7   | «Omnes Pro Uno»                     | Marc Jobst           | Julia Cooperman       | 7 de mayo de 2021             |
| 8   | «How it All Ends»                   | Marc Jobst           | Steven S. DeKnight    | 7 de mayo de 2021             |

## Producción

### Desarrollo
El 17 de julio de 2018, se anunció que Netflix había ordenado la serie para una primera temporada de ocho episodios. Fue creada por Steven S. DeKnight, que figura como productor ejecutivo junto a Lorenzo di Bonaventura y Dan McDermott. El 16 de septiembre de 2019, se confirmó que DeKnight abandonó la serie como showrunner por diferencias creativas en medio de la producción de la primera temporada. En noviembre de 2019, se anunció que Sang Kyu Kim asumía el cargo de showrunner. El tráiler oficial de la serie se estrenó el 7 de abril de 2021 y cuenta con la canción «Play God» del artista británico Sam Fender. El 2 de junio de 2021, se informó que la serie no será una serie en curso ya que se ha lanzado el elenco. Mark Millar, a quien se le atribuye el mérito de ser productor ejecutivo, también declaró que "volverán más tarde".

### Casting
En febrero de 2019, se anunció que Josh Duhamel, Ben Daniels, Leslie Bibb, Elena Kampouris, Andrew Horton, Mike Wade y Matt Lanter protagonizarían la serie. En abril de 2019, se informó que Tenika Davis había sido elegida para un papel recurrente. En agosto de 2019, se informó de que Chase Tang había sido elegido como un supervillano. En septiembre de 2020, Anna Akana fue elegida para un papel recurrente.

### Filmación
La fotografía principal de la primera temporada estaba inicialmente programada para comenzar en mayo de 2019. La filmación comenzó en Toronto (Ontario, Canadá) el 2 de julio de 2019 y terminó el 24 de enero de 2020. En enero de 2021 se realizaron regrabaciones adicionales.

### Cancelación
Tras el fracaso en críticas y audiencia Netflix decidió cancelar la serie, en la que invirtió más de 200 millones de dólares, tras solamente una temporada. El anuncio se realizó el 2 de junio de 2021, sin embargo, la plataforma no mencionó los motivos que la llevaron a tomar la decisión.

## Lanzamiento
La serie se estrenó el 7 de mayo de 2021 a través de la plataforma Netflix.

### Recepción
La serie tuvo críticas de mixtas a pobres por parte de los críticos y la audiencia, en Rotten Tomatoes la serie tiene una aprobación del 39% el consenso crítico dice "A pesar de algunas peleas verdaderamente épicas, Jupiter's Legacy es simplemente demasiado recargado y lento para dar muchos golpes narrativos" lo que indica una mala recepción. Por otra parte la audiencia le dio una aceptación del 73% lo que indica una recepción mixta. Debido al fracaso en críticas y audiencia Netflix decidió cancelar la serie, en la que invirtió más de 200 millones de dólares.